# 光果柔毛杨
光果柔毛杨（学名：Populus pilosa var. leiocarpa）为杨柳科杨属下的一个变种。

## 扩展阅读
- 維基物種上的相關：光果柔毛杨